# Achille Chainaye
Achille Chainaye, né le 26 août 1862 à Liège et mort le 20 décembre 1915 à Richmond, dans le Grand Londres, est un sculpteur et journaliste belge. En collaboration avec Jean-Marie Gaspar, il est à la base de la renaissance de la sculpture en Wallonie.

## Biographie

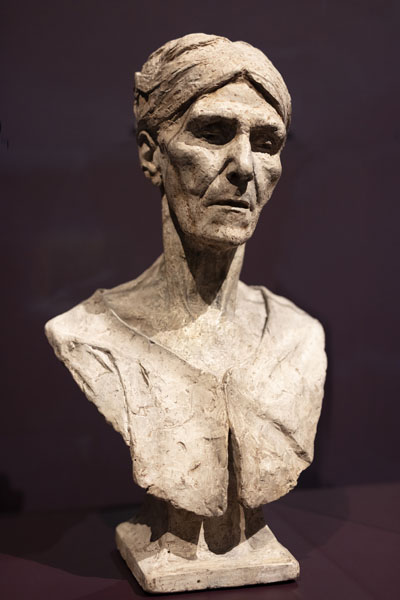
Le muet (1885)
Groeningemuseum, Brugge

Achille Chainaye avait deux frères, Hector, écrivain et Armand, artiste peintre.
Il a habité en 1884 et 1885 simultanément à Bruxelles, 58 rue Saint-Pierre et à Liège, 37 rue Hemricourt, puis 355c rue du Progrès et 69 rue de l'Olivier à Bruxelles vers 1886.
En 1883, Achille Chainaye est un des membres fondateurs du groupe bruxellois d'avant-garde Les Vingt. Il démissionnera du groupe en 1888.  
Il admirait l'œuvre d'Alexandre Struys[réf. nécessaire]. 

### Journalisme
Pour des raisons financières, Achille Chainaye se consacre, après 1886 principalement au journalisme et donc son œuvre sculpturale passe au second plan. Il écrit des critiques artistiques notamment pour Le Wallon (1884), Le National Belge (1885) et La Réforme (1886), où il écrit sous le pseudonyme de Champal. En décembre 1895, il devient l’administrateur-délégué de ce dernier journal dont il a pris la direction avec son frère Hector. En janvier 1907, le titre disparaît et il écrit des chroniques pour La Meuse et Le Petit Bleu. Il est aussi chroniqueur financier au quotidien La Chronique et à L'Autorité financière.